# 지곡 나들목
지곡 나들목(Jigok IC)은 경상남도 함양군 지곡면 마산리에 설치된 통영대전고속도로의 12번 교차로이다. 국도 제24호선을 통해 지곡면, 안의면 등지로 진출할 수 있으며, 건설 당시 가칭은 안의 나들목이었다.

## 연혁
- 2000년 10월 9일 : 2001년 12월까지 안의 나들목 요금소 위치 변경을 위해 전라북도 무주군 안성면 장기리 ~ 경상남도 함양군 유림면 대궁리 50.62km 구간 도로구역 변경[1]
- 2001년 11월 21일 : 통영대전고속도로 무주 ~ 함양 구간 개통에 따라 영업 개시[2]

## 구조물 정보
인근에 북함양 분기점이 매우 가까이 위치하고 있다.
- 위치: 경상남도 함양군 지곡면 마산리
- 영업소: 경상남도 함양군 지곡면 함양로 2243

## 접속하는 도로
- 국도 제24호선 (함양로)

## 교통량 정보
| 요금소        | 통행량 (대/일) | 통행량 (대/일) | 통행량 (대/일) | 통행량 (대/일) | 통행량 (대/일) | 통행량 (대/일) | 통행량 (대/일) | 통행량 (대/일) | 통행량 (대/일) | 통행량 (대/일) | 각주  |
| 요금소        | 2001년         | 2002년         | 2003년         | 2004년         | 2005년         | 2006년         | 2007년         | 2008년         | 2009년         | 2010년         | 각주  |
| ------------- | -------------- | -------------- | -------------- | -------------- | -------------- | -------------- | -------------- | -------------- | -------------- | -------------- | ----- |
| 지곡 (폐쇄식) | 611            | 708            | 765            | 698            | 667            | 673            | 705            | 703            | 772            | 775            | [ 3 ] |
| 요금소        | 2011년         | 2012년         | 2013년         | 2014년         | 2015년         | 2016년         | 2017년         | 2018년         | 2019년         |                | [ 3 ] |
| 지곡 (폐쇄식) | 726            | 759            | 796            | 800            | 909            | 891            | 895            | 868            | 908            |                | [ 3 ] |